# Ayobami Adebayo
Ayọ̀bámi Adébáyọ̀ (Lagos, Nigeria, 29 de enero de 1988) es una escritora nigeriana. Ganó con su primera novela, Stay With Me, el 9mobile Prize for Literature y el Prix Les Afriques. Recibió además el premio Future Awards Afric de Arte y Cultura en 2017.

## Carrera profesional
Adébáyọ̀ nació en Lagos en 1988 y después se mudó a Ife donde pasó parte de su infancia. Estudió en la Universidad Obafemi Awolowo, donde obtuvo una licenciatura y una maestría en literatura en inglés. Estudió escritura creativa en la Universidad de East Anglia, donde recibió una beca internacional, además de haber estudiado escritura con Chimamanda Ngozi Adichie y Margaret Atwood.
En 2015, el Financial Times incluyó a Adébáyọ̀ como una de las estrellas brillantes de la literatura nigeriana .
Su primera novela, Stay With Me , fue publicada en 2017 por Canongate Books con gran éxito de crítica.
Michiko Kakutani en su reseña de Stay With Me para The New York Times describió a Adébáyọ̀ como «una narradora excepcional», y agregó:

Ella escribe no solo con una gracia extraordinaria, sino con una sabiduría genuina sobre el amor, la pérdida y la posibilidad de redención. Ha escrito un libro poderosamente magnético y desgarrador.

Posteriormente, el libro fue publicado en los Estados Unidos por Alfred A. Knopf y en Nigeria por Ouida Books. Ha sido traducido a más de dieciocho idiomas. Fue seleccionado como libro notable del año por varias publicaciones, incluidas The New York Times, The Economist, The Wall Street Journal y The Guardian .
Stay with Me fue preseleccionada para el Wellcome Book Prize, el Baileys Women's Prize for Fiction, así como para el 9mobile Prize for Literature, que la novela ganó en 2019. También fue incluido en la lista para el Premio Literario Internacional de Dublín y el Premio Dylan Thomas .
Antes de su publicación, la novela había sido preseleccionada para el Proyecto Kwani Manuscrito, un premio a la ficción inédita. El editor de la serie es Ellah Wakatama Allfrey.
En 2020, Reste Avec Moi, la traducción francesa de Stay with Me, recibió el Prix Les Afriques. La edición fue traducida por Josette Chicheportiche.
Adébáyọ̀ ha sido escritora residente en Ledig House Omi, Hedgebrook, Sinthian Cultural Institute, Ox-Bow School of Art, MacDowell Colony y Ebedi Hills.
Fue preseleccionada para la beca Miles Morland en 2014 y 2015.

## Obras
Sus poemas e historias se han publicado en varias revistas y antologías, incluyendo East Jasmine Review, Farafina Magazine, Saraba Magazine, Kalahari Review, Lawino Magazine, Speaking for the Generations: An Anthology of New African Writing, Off the Coast: Maine's International Journal of Poesía, Ilanot Review, Gambit: Newer African Writing, y New Daughters of Africa : Antología internacional de escritos de mujeres afrodescendientes. También ha escrito piezas de no ficción para Elle UK y la BBC.

#### Libros
- Quédate conmigo . Canongate Books, 2017 (ISBN 978-1782119463 ).[32]

Una de las historias de Adébáyọ̀ fue muy elogiada en el Concurso de Cuentos de la Commonwealth de 2009. 

## Premios
- 2017: Finalista del Premio Baileys de Ficción Femenina .[33]
- 2017: Ganadora de The Future Awards África de Arte y Cultura.[34]
- 2018: preseleccionada para el premio Wellcome Book Prize.[35]
- 2019: Ganadora del 9mobile Prize for Literature con Stay With Me. [36][37]
- 2020: Ganadora del Prix Les Afriques por Stay With Me. [38][39]